# راشد الأول بن حميد النعيمي
الشيخ راشد الأول بن حميد النعيمي هو الحاكم الأول لعجمان، إحدى إمارات الساحل المتصالح التي تشكل اليوم الإمارات العربية المتحدة. حكم من 1816–1838،

## حياته
قاد قوة مكونة من 50 رجلاً للسيطرة على البلدة من أفراد قبيلة البوشامس الذين استقروا هناك وأيضًا في الحيرة. في ذلك الوقت، كانت عجمان تابعة لـ الشارقة. بعد خمس سنوات من تأسيسه في عجمان، استولى بدو الدراويشة على الحصن الذين طردهم الدراويش تصرفات حاكم الشارقة، الشيخ صقر بن سلطان القاسمي.
لا يُعرف سوى القليل نسبيًا عن عهد راشد بن حميد. كان أحد الموقعين على المعاهدة البحرية العامة 1820 مع البريطاني، ليصبح أحد أوائل حكام الإمارات المتصالحة، والتي أصبحت فيما بعد الإمارات العربية المتحدة.
اسم النعيمي مشتق من اتحاد قبلي نعيم الذي سيطر على المنطقة المحيطة بالبريمي والحركة الشمالية لقبيلة آل بو خرابين تظهر قد استقر في عجمان، وكذلك منطقة الحيرة والحمرية وحتى الشارقة. انضم إلى المعاهدة البحرية العامة لعام 1820 في أعقاب حملة عقابية بريطانية من بومباي ضد القواسم في رأس الخيمة. في عام 1819، قصفت تلك القوة المستوطنات الساحلية في شبه جزيرة الخليج، بما في ذلك عجمان، مما أدى إلى استسلام مشايخ الساحل وتوقيع المعاهدة في رأس الخيمة والشارقة. وقع راشد بن حميد المعاهدة في 15 مارس 1820 مع الشيخ عبدالله بن راشد المعلا حاكم أم القيوين. وقع كلا الحاكمين المعاهدة في الفليعة، وهي إحدى التبعيات الداخلية لرأس الخيمة.
قاد راشد شعبه في حرب ضد صحار، بالتحالف مع سلطان مسقط سعيد، وفي عام 1831، استولت القوارب من عجمان على عشرات السفن وبضائعها المبحرة من صحار. إرسل زورقين حربيين بريطانيين إلى عجمان، وتمت المطالبة بالتعويضات ودفعها.

## وفاته
توفي عام 1838 وخلفه ابنه حميد بن راشد النعيمي.